# Eremalauda
Eremalauda és un gènere d'ocells de la família dels alàudids (Alaudidae).

## Taxonomia
Segons la Classificació del Congrés Ornitològic Internacional (versió 13.1, 2023) aquest gènere està format per dues espècies:
- Eremalauda dunni - alosa de Dunn.
- Eremalauda eremodites - alosa d'Aràbia.